# Immeuble Hermes
L'immeuble Hermes (en finnois : Hermeksen talo) est un bâtiment historique du quartier de Kluuvi à Helsinki.

## Description
Construit en 1898, l'immeuble Hermes est situé au 19, rue Aleksanterinkatu à côté de l'immeuble Tallberg.
Conçu par le cabinet d'architectes Grahn, Hedman & Wasastjerna, le bâtiment est richement décoré.